# Uwertura w stylu francuskim (BWV 831)
Uwertura w stylu francuskim (oryginalnie Overture nach Französicher Art, znana także jako Uwertura francuska) – suita w tonacji h-moll napisana przez Johanna Sebastiana Bacha i wraz z "Koncertem włoskim" wydana jako druga część Clavier-Übung II w 1735 roku. Przeznaczona jest na dwumanuałowy klawesyn.
Nazwa Uwertura odnosi się do pierwszej części utworu. W ten sposób nazywane były zwyczajowo francuskie suity, tak też nazywa się Bachowskie cztery suity orkiestrowe.

## Części
1. Ouverture
2. Courante
3. Gavotte I/II
4. Passepied I/II
5. Sarabande
6. Bourrée I/II
7. Gigue
8. Echo

Długość utworu zależy od wykonywania powtórek i wynosi zazwyczaj około 30 minut.
Styl nawiązuje do kompozytorów takich jak François Couperin, którzy pisali utwory o takim charakterze; Bach wykorzystuje jednak więcej możliwości klawesynu, niż mieli w zwyczaju kompozytorzy francuscy, do których się odwołał.